# Bernd Eckstein
Bernd Eckstein (ur. 22 maja 1953 w Mengersgereuth-Hämmern) – niemiecki skoczek narciarski reprezentujący barwy NRD. W 1979 zakończył karierę.
Wystąpił na Mistrzostwach Świata w Falun, gdzie zajął 5. miejsce na normalnej skoczni. Jego największym sukcesem jest zajęcie trzeciego miejsca w klasyfikacji generalnej w 22. Turnieju Czterech Skoczni (16. miejsce w Oberstdorfie, 6. miejsce w Garmisch-Partenkirchen, 5. miejsce w Innsbrucku i 1. miejsce w Bischofshofen). W 24. Turnieju Czterech Skoczni zajął 9. miejsce, a dwa lata później był szósty. Po zwycięstwie w Bischofshofen nie stawał już na podium, choć często znajdował się w czołowej „10” konkursów.

## Mistrzostwa Świata
- Indywidualnie
  - 1974 Falun (SWE) – 5. miejsce (duża skocznia)